# Joel Fuhrman

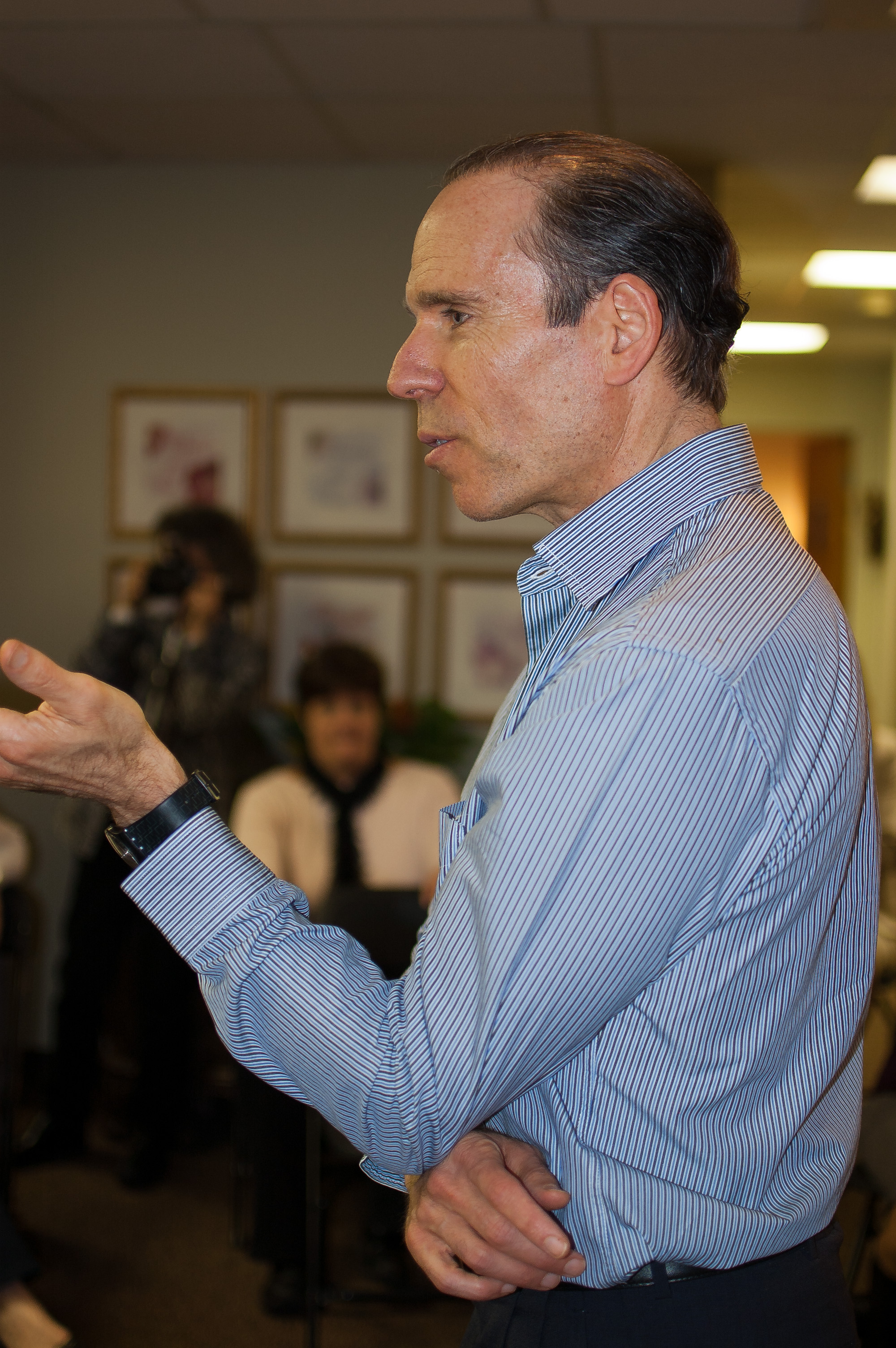
Joel Fuhrman in 2011

Joel Fuhrman (New York, 2 december 1953) is een Amerikaans voormalig kunstschaatser en huidig arts, voedingskundige en auteur.
In zijn jeugd was Fuhrman kunstschaatser en met zijn jongere zus Gale deed hij mee aan de wereldkampioenschappen kunstschaatsen 1973 waar ze dertiende werden. Na zijn schaatscarrière ging hij geneeskunde studeren en werd gezinsarts met gezonde voeding als specialisme. Hij schreef zes boeken en vijf wetenschappelijke artikelen over het door hem bedachte "nutritarian diet". In dit dieet staat het eten van voeding rijk aan micronutriënten, met name groenten, fruit en peulen, centraal. Fuhrman claimt in zijn boeken dat dit dieet veel chronische ziektes zoals diabetes mellitus kan voorkomen of zelfs genezen.
Fuhrmans boek "Eat to Live" haalde de New York Times-bestsellerslijst in oktober 2012 en zijn boek "The End of Diabetes" haalde die lijst in januari 2013. Ook was hij te zien in de documentairefilms A Sacred Duty (2007), Simply Raw: Reversing Diabetes in 30 Days (2009), Fat, Sick and Nearly Dead (2010) en Vegucated (2011) en had hij zijn eigen televisieprogramma over gezond eten, hiervan worden ook dvd's verkocht.